# FDCSP
FDCSP (англ. Follicular dendritic cell secreted protein) – білок, який кодується однойменним геном, розташованим у людей на 4-й хромосомі. Довжина поліпептидного ланцюга білка становить 85 амінокислот, а молекулярна маса — 9 700.
| 10         |  | 20         |  | 30         |  | 40         |  | 50         |
| ---------- |  | ---------- |  | ---------- |  | ---------- |  | ---------- |
| MKKVLLLITA |  | ILAVAVGFPV |  | SQDQEREKRS |  | ISDSDELASG |  | FFVFPYPYPF |
| RPLPPIPFPR |  | FPWFRRNFPI |  | PIPESAPTTP |  | LPSEK      |  |            |

A: Аланін

D: Аспарагінова кислота

E: Глутамінова кислота

F: Фенілаланін

G: Гліцин

I: Ізолейцин

K: Лізин

L: Лейцин

M: Метіонін

N: Аспарагін

P: Пролін

Q: Глутамін

R: Аргінін

S: Серин

T: Треонін

V: Валін

W: Триптофан

Секретований назовні.